# Euhybus pilosiformis
Euhybus pilosiformis är en tvåvingeart som beskrevs av Mario Bezzi 1909. Euhybus pilosiformis ingår i släktet Euhybus och familjen puckeldansflugor. Inga underarter finns listade i Catalogue of Life.